# Kurt Fischer (Buddhist)
Kurt Fischer (* 2. März 1892 in Berlin als Curt Bruno Otto Fischer; † 25. August 1942 ebenda) war ein Beamter und Wegbereiter des Buddhismus in Deutschland.

## Leben
Kurt Fischer wurde als Sohn des Kanzleigehilfen Gustav Fischer (1859–1923) und dessen Ehefrau  Emilie geb. Christophersen (1862–1945) in der elterlichen Wohnung in der Hochmeisterstraße 11 in der Rosenthaler Vorstadt geboren (heute Husemannstraße 22 in Prenzlauer Berg). Die Familie war evangelischer Konfession.  Durch ein Buch von Paul Dahlke kam er 1918 zum Buddhismus. Zu diesem Zeitpunkt war er Kassensekretär bei der Staatsschuldenverwaltung; die Verlobung mit einer Bürogehilfin löste er wieder auf. 1924 heiratete Fischer – zu dem Zeitpunkt Finanzobersekretär die Lohnbuchhalterin Elisabeth Knoll. Nachdem Dahlke das Buddhistische Haus in Berlin-Frohnau gegründet hatte, zog auch Fischer dort ein. Als es nach Dahlkes Tod zu Differenzen mit seiner Schwester und Nachfolgerin Bertha Dahlke kam, gründete Fischer 1930 seine eigene Zeitschrift Buddhistisches Leben und Denken, in der er bis 1942 auch zahlreiche eigene Aufsätze und Rezensionen veröffentlichte.
Kurt Fischer – an einer chronischen Bronchitis leidend, starb 1942 in seinem Haus am Edelhofdamm 60 in Frohnau an einem Herzinfarkt.

## Schriften
Kurt Fischer veröffentlichte in seiner Zeitschrift über 80 eigene Aufsätze und mehr als 80 Rezensionen, es gibt aber bis zum heutigen Tag nur zwei selbständige Publikationen, von denen eine nach seinem Tod herausgegeben wurde. Eine umfangreiche Bibliographie findet sich bei Hecker.
- Wirklichkeit als Hilfe. 1930.
- The five precepts. 1963. (Auch als Pathways of Buddhist thought. 1971)